# Luciano Vietto
Luciano Dario Vietto (născut la 5 decembrie 1993 în Balnearia, Argentina) este un jucător de fotbal argentinian, care evoluează pe poziția de atacant.
Poreclit "Lucky", joacă în prezent la echipa Racing Club de Avellaneda, în Prima Divizie a Argentinei.

## Biografie
În august 2014, Luciano Vietto a fost transferat de la Racing Club la Villarreal pentru 6 milioane de euro.
La 28 august 2014 a marcat primele sale două goluri în tricoul "submarinului galben", în Europa League, împotriva echipei FC Astana.
La 22 iunie 2015, președintele lui Villarreal a confirmat transferul lui Vietto la Atlético Madrid pentru o sumă de 20 de milioane de euro și un contract pe șase ani.